# (300032) 2006 UA109
(300032) 2006 UA109 es un asteroide perteneciente al cinturón de asteroides, descubierto el 18 de octubre de 2006 por el equipo del Spacewatch desde el Observatorio Nacional de Kitt Peak, Arizona, Estados Unidos.

## Designación y nombre
Designado provisionalmente como 2006 UA109.

## Características orbitales
2006 UA109 está situado a una distancia media del Sol de 2,979 ua, pudiendo alejarse hasta 3,635 ua y acercarse hasta 2,323 ua. Su excentricidad es 0,220 y la inclinación orbital 9,017 grados. Emplea 1878,37 días en completar una órbita alrededor del Sol.

## Características físicas
La magnitud absoluta de 2006 UA109 es 16,2.